# Ministère de l'Aviation civile (Union soviétique)
Le ministère de l'Aviation civile (MGA SSSR pour russe : МГА СССР - Министерство гражданской авиации СССР) est un ministère du gouvernement de l'Union soviétique.
Créé en 1964 à partir de la Direction générale de la flotte aérienne civile au sein du ministère de la Défense, le MGA assure des services commerciaux de transport de passagers et de fret sous la marque Aeroflot, ainsi que des travaux agricoles et d'autres travaux aériens.

## Ministres du MGA SSSR[2],[3]
- Ievgueni Loguinov (28 juillet 1964 – 20 mai 1970)
- Boris Bougaïev (20 mai 1970 – 4 mai 1987)
- Aleksandr Volkov (ru) (4 mai 1987 – 29 mars 1990)
- Boris Panioukov (18 avril 1990 – 28 août 1991)